# Gunnar Knudsen
Gunnar Knudsen (* 19. September 1848 in Arendal; † 1. Dezember 1928 in Skien) war ein norwegischer liberaler Politiker und Industrieller.

## Leben
Er war Abgeordneter im norwegischen Parlament von 1891 und Vorsitzender der liberalen Partei Venstre von 1909, sowie Finanzminister im Jahr 1905. Von 1908 bis 1910 und wieder von 1913 bis 1920 war er norwegischer Ministerpräsident.